# Antrodiaetus roretzi
Antrodiaetus roretzi es una especie de arácnido perteneciente al género Antrodiaetus, dentro de la familia Antrodiaetidae, del orden de las arañas.

## Distribución
La especie se distribuye por Japón.

## Taxonomía
Fue descrita científicamente por Ludwig Carl Christian Koch en 1878. La descripción original fue publicada en Japanesische Arachniden und Myriapoden. Verhandlungen Der Kaiserlich-Königlichen Zoologisch-Botanischen Gesellschaft in Wien, número 27, de 1877, entre las páginas 735 y 798, ilustraciones 15 y 16.